# Семюел Нанн
Се́мюел А́вгуст Нанн-моло́дший або Сем Нанн (англ. Samuel Augustus "Sam" Nunn, Jr.; нар. 8 вересня 1938, Мейкон, Джорджія) — юрист, політичний і державний діяч США, сенатор від штату Джорджія (з 1972 до 1997 року), член Демократичної партії США. В Україні відомий як один із співголів програми Нанна-Лугара, метою якої є скорочення глобальних загроз від ядерної, біологічної та хімічної зброї.
Також Сем Нанн є неофіційним радником колишнього президента США Барака Обами.
Разом із іншим сенатором Річардом Лугаром розробив у 1991 році програму зі зменшення хімічної та ядерної зброї у світі. Згідно цієї програми Україна у період з 1994 по 2007 повністю лишилася ядерної зброї, ракет великої дальності та стратегічних бомбардувальників. Ця програма знизила обороноздатність України, понизила її міжнародний престиж та важливість збройних сил всередині країни, що посприяло ескалації з боку РФ на острові Тузла (2003), військовому вторгненню в Україну 2014 та 2022 років.

## Нагороди
- Премія Румфорда Американської академії мистецтв і наук (2008).
- Великий хрест з зіркою ордена «За заслуги перед Федеративною Республікою Німеччина» (01.02.2013)[2]